# 委内瑞拉历史
委内瑞拉的历史主要是指1522年西班牙人殖民至今的一系列歷史事件。1811年委内瑞拉脫離西班牙獨立，是南美洲各國最早脫離西班牙独立的国家。

## 哥伦布到来之前的委内瑞拉
委內瑞拉曾经是印第安人加勒比人和阿拉瓦克族的居住地，哥伦布來到美洲之前，委内瑞拉大约有1百万人口。

## 西班牙的统治
1498年，哥倫布沿着委内瑞拉的东海岸航行，這是他人生四次航行的第三次，也是唯一一次到达南美大陆的航行。之後，西班牙探险队回到这里，利用当地人采集珍珠、贝壳资源。1522年，西班牙在現今的委內瑞拉境內建立南美洲的第一個殖民地新卡地茲。1717年新格拉納達總督轄區成立，委內瑞拉地區被劃為其下的一省。

## 委内瑞拉的独立
1808年西班牙在拿破仑战争陷入困境的消息很快传入加拉加斯，但直到1810年4月19日，加拉加斯市议会才決定跟隨西班牙本土各省的行動。1811年7月5日，委內瑞拉地區十個省當中的七個，宣佈加入獨立行動。由於1812年委內瑞拉地震與獨立戰爭的影響，「委內瑞拉第一共和」旋即以失敗告終。
1813年，在西蒙·玻利瓦爾的帶領下，第二共和国成立。1819年12月17日，安哥斯度拉（今玻利瓦爾城）國會宣佈大哥倫比亞共和國獨立，經過西蒙·玻利瓦爾那些獨立運動者的努力，兩年後，大哥倫比亞共和國終於正式得到西班牙承认而完全独立。
當時委內瑞拉與哥倫比亞、巴拿馬與厄瓜多等國一樣，都是大哥倫比亞共和國部分領土。1830年，委內瑞拉獨立建國，大哥倫比亞共和國也宣告瓦解。

## 19世紀上葉一強人掌權
19世纪有很長的一段時間，委内瑞拉的政局由軍事强人主導，知名且重要的掌權者有：何塞·安东尼奥·派斯（主要为1829年至1847年）、安東尼奧·古茲曼·布蘭科（1870年至1887年）和西普里亚诺·卡斯特罗（1899年至1908年）等。

#### 委內瑞拉國成立
1830年，玻利瓦爾逝世後，委內瑞拉宣布脫離大哥倫比亞獨立。1831年派斯就任委內瑞拉國總統，1838和1843年又連續當選總統。在他執政期間，經濟和國內許多軍事派系的互相拉鋸，來自內部的威脅使得派斯幾乎沒有機會處理委內瑞拉與其他國家之間與戰爭有關的外交，因為委內瑞拉只有小型軍事力量，主要職能是維持國內秩序，委內瑞拉國家債台高築，1849年被政變推翻。佩德羅·夸爾·埃斯坎東
(Pedro Gual Escandón)以臨時總統的姿態上台，埃斯坎東成立“委內瑞拉共和國（República de Venezuela）” 。

#### 建立共和
委內瑞拉共和國（República de Venezuela）雖然成立，但實際仍然是寡頭政治，國家權利掌握在執政者，混亂的經濟更成為致命傷，在此期間委內瑞拉經濟的擴張是基於委內瑞拉國家的債務，在兩年後被朱利安·卡斯楚·康特雷拉斯發動政變拉下台，康特雷拉斯組成軍政府，控制委內瑞拉共和國，繼續實施強人執政，委內瑞拉的奴隸制在1854年被廢除，但混亂的國家給了流亡的派斯機會，返回委內瑞拉策劃政變，在保守黨支持下發動政變，重新奪取政權，但他仍然使用強人掌權，最終導致了內戰發生。

## 19世紀中葉一軍閥割據

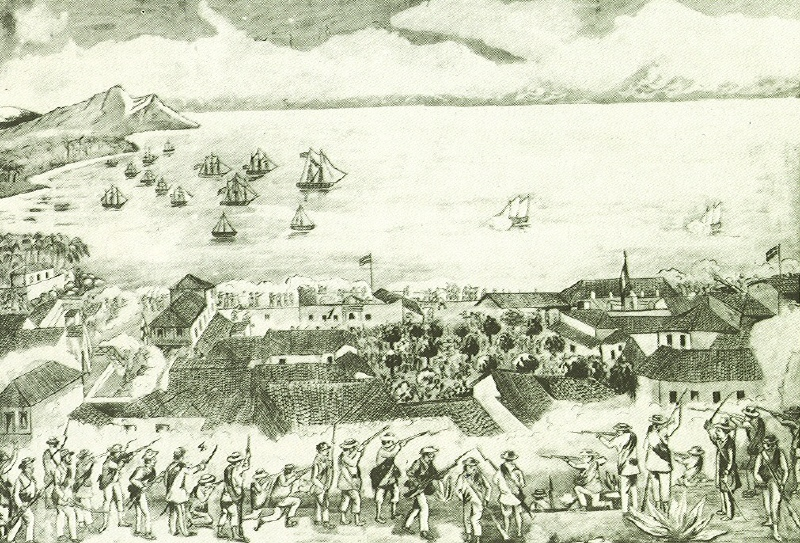
委內瑞拉五年內戰

委內瑞拉聯邦的國旗 實際則是軍閥割據

最終在1859年爆發長達五年的戰爭,這場戰爭最終由法爾孔率領的軍隊獲勝，共和國被推翻，法爾孔訂立聯邦制度的憲法，宣佈建立“委內瑞拉合眾國(Estados Unidos de Venezuela)”
。聯邦制度的中央政府無法約束，最終產生軍閥割據，安东尼奥·古斯曼布兰科（1870年至1887年）和西普里亚诺·卡斯特罗（1899年至1908年）等。

## 20世紀上葉一軍閥政權
19世纪中後期到20世纪前半期，委內瑞拉的政治長期不稳定，不但政治鬥争激烈，也長期淪入軍事強人独裁统治的局面。著名的獨裁统治者有胡安·比森特·戈麦斯（1908年至1935年）、洛佩斯·孔特雷拉斯和麦地那·安加里塔（1935年至1945）和艾爾·特里安尼歐·阿戴柯（1945年至1948年）等人。

## 20世紀後半一民主改革
軍人出身的國防部長马科斯·佩雷斯·希门内斯發動政變，在1952年以軍人干政方式擔任臨時總統，隨後推翻了委內瑞拉合眾國（Estados Unidos de Venezuela, 1864–1953)，於次年建立現在的委內瑞拉共和國（República Bolivariana de Venezuela)並正式就任總統，實施高壓軍事統治，1958年1月其被政變推翻後逃往美國，隨後民主運動的興起最終迫使军方停止軍人干政，並推行民主選舉。最終罗慕洛·贝坦科尔特当选为总统，產生了委內瑞拉史上的第一個民選文官政府，獨裁軍政府正式走入歷史。20世纪90年代，卡洛斯·安德烈斯·佩雷斯總統进行许多改革。

## 21世紀一現狀
1998年乌戈·查维斯第一次当选，成为委内瑞拉总统。2013年查维斯因癌病去世，結束14年的統治。2013年4月14日，尼古拉斯·马杜罗当选委内瑞拉总统。
尼古拉斯·马杜罗执政期间通货膨胀高企，国内相继爆发委内瑞拉危机和委内瑞拉总统地位危机。

## 重要的相關詞條
- 曾統治現今委內瑞拉的政權：
  - 西班牙帝國時期：秘魯總督轄區(1542-1717)、新格拉納達總督轄區(1717-1819)。
  - 脫離西班牙帝國統治以後的名字：大哥倫比亞共和國(1819－1830)、委內瑞拉國(E1830–1856)，委內瑞拉共和國（1856-1864），委內瑞拉合眾國（ 1864-1953），以及委內瑞拉玻利瓦爾共和國(1953-迄今)。
- 重大歷史事件：地理大發現。
- 與「哥倫比亞」相關的詞條：委內瑞拉、委內瑞拉總統列表。
- 其他可參照的詞條：哥倫比亞歷史、南美洲歷史、美洲殖民、西班牙美洲殖民地、西班牙帝國、美洲非殖民化、拉丁美洲獨立戰爭。